# Paul van der Sterren
Paul van der Sterren (17 mars 1956 à Venlo, Pays-Bas) est un grand maître néerlandais du jeu d'échecs.

## Carrière aux échecs

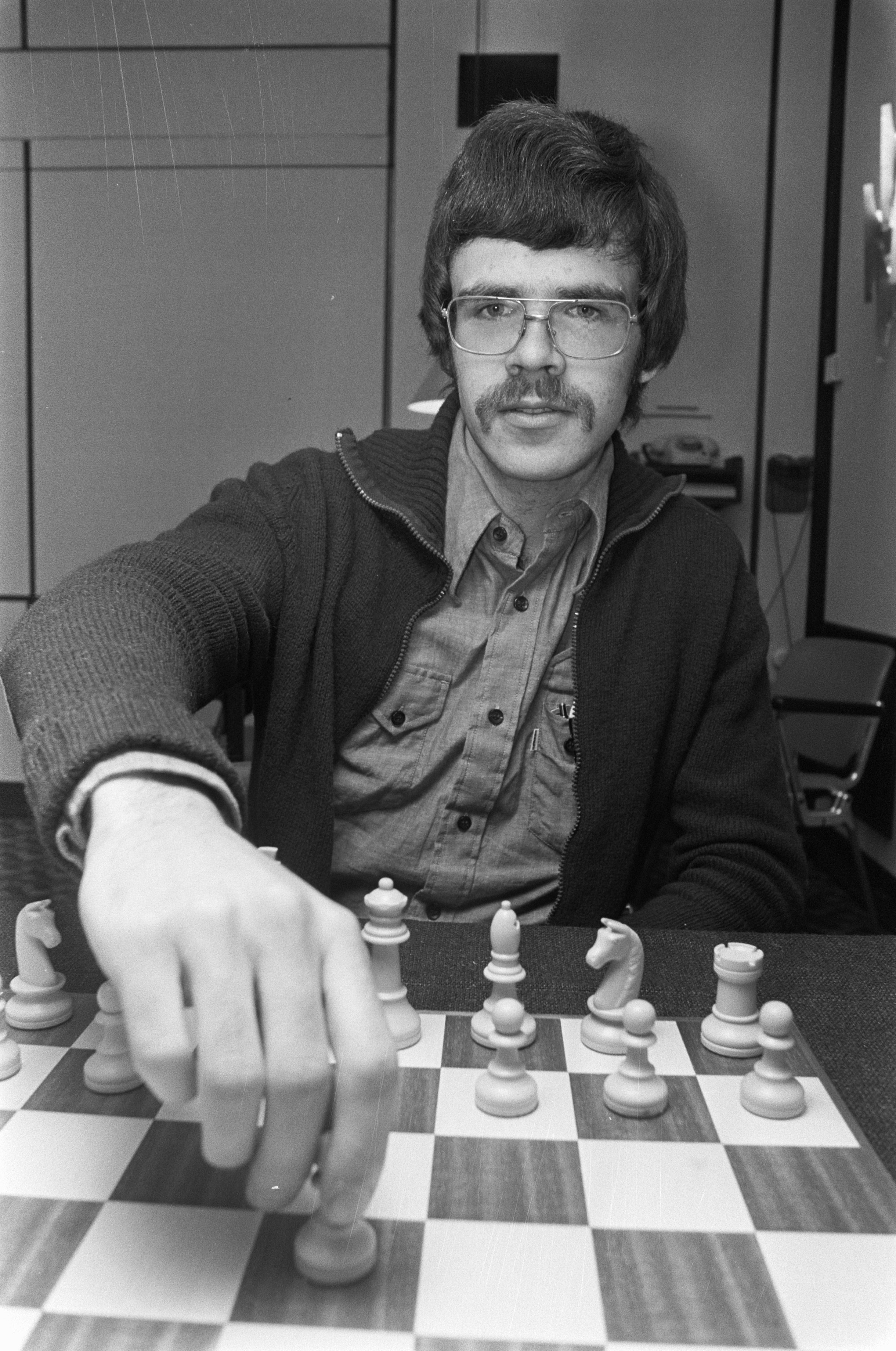
Van der Sterren en 1977

En 1974-1975, Paul van der Sterren remporta la médaille de bronze au championnat d'Europe junior à Groningue.
Il fut champion des Pays-Bas à deux reprises, en 1985 et en 1993. En 1993, il finit deuxième ex æquo du tournoi interzonal de Bienne et se qualifia pour le tournoi des candidats au championnat du monde 1996, mais il fut éliminé au premier tour par Gata Kamsky. Lors du championnat du monde 1997-1998, il fut éliminé au premier tour par Michal Krasenkow.
Paul van der Sterren a représenté les Pays-Bas lors de huit olympiades de 1982 à 2000, remportant la médaille de bronze par équipe en 1988 (il jouait au troisième échiquier de l'équipe néerlandaise).

## Publications
- (en) FCO, Fundamental Chess Openings, Gambit, 2009
- (nl) Zwart op Wit, Verslag van een schakersleven, 2011  (ISBN 978-90-5691-376-2)